# Prometheus Global Media
Prometheus Global Media ist ein amerikanischer B2B-Medienkonzern. Das Unternehmen entstand 2009, als die Nielsen Company seine Mediensparte an den Finanzinvestor Guggenheim Partners verkaufte.
Prometheus Global Media verlegt unter anderem die Branchenblätter Adweek, Back Stage, Billboard, Film Journal International und The Hollywood Reporter.
2014 übernahm Prometheus Global Media das Stellenanzeigenportal Mediabistro.